# Trosteaneț, Trosteaneț
Trosteaneț (în ucraineană Тростянець) este așezarea de tip urban de reședință a raionului Trosteaneț din regiunea Vinnița, Ucraina. În afara localității principale, nu cuprinde și alte sate.

## Demografie
Componența lingvistică a așezării de tip urban Trosteaneț
     Ucraineană (98,06%)
     Rusă (1,64%)
     Alte limbi (0,18%)
Conform recensământului din 2001, majoritatea populației așezării de tip urban Trosteaneț era vorbitoare de ucraineană (98,06%), existând în minoritate și vorbitori de rusă (1,64%).